# Sergio Canales
Sergio Canales Madrazo (sinh ngày 16 tháng 2 năm 1991 ở Santander, Cantabria) là một cầu thủ bóng đá người Tây Ban Nha hiện đang chơi cho Monterrey ở vị trí tiền vệ.

## Sự nghiệp

### Racing Santander
Một sản phẩm của lò đào tạo trẻ Racing de Santander, Canales đã được ký hợp đồng bởi Deportivo de La Coruña.
Ngày 18 tháng 9 năm 2008, anh xuất hiện lần đầu ở đội bóng đầu tiên của mình là Racing,. Khoảng hai tuần sau đó, anh bắt đầu chơi ở giải La Liga.

### Real Madrid
Ngày 12 tháng 2 năm 2010, Real Madrid thông báo:
"Real Madrid và Racing Club Santander đã đạt một thỏa thuận chuyển nhượng cầu thủ Sergio Canales Madrazo. Hợp đồng này sẽ có hiệu lực kể từ ngày 01 tháng 7 năm 2010 và đội bóng Hoàng gia Tây Ban Nha sẽ giữ Canales tại Real Madrid trong sáu mùa giải ". Phí chuyển nhượng là 4,5 triệu €.
Ngày 4 tháng 8 năm 2010, Canales xuất hiện lần đầu cho Real Madrid, anh ghi được một bàn thắng trong chiến thắng 3-2 trước Club América. Giải đấu đầu tiên của anh đến vào ngày 29 tháng Tám, trong một trận hòa 0-0 trước RCD Mallorca. [ngày 7 tháng Mười, trong một cuộc phỏng vấn thừa nhận trang web của câu lạc bộ, cựu Merengue huyền thoại Francisco Gento đã nói ông muốn: "Canales giành nhiều danh hiệu với Real Madrid nhiều hơn nữa cũng giống như tôi đã làm khi còn chơi bóng".
Ngày 29 tháng 7 năm 2011, báo chí Tây Ban Nha tờ Diario AS và Marca thông báo rằng Canales sẽ gia nhập Valencia dưới dạng cho mượn. Hai ngày sau đó, thỏa thuận này được xác nhận, với một khoản phí là 2 triệu € (1 triệu € mỗi mùa). Sau thời gian đó. Anh ghi bàn thắng đầu tiên cho CLB mới của mình vào ngày 01 tháng 10, trong một trận đấu sân nhà trước đối thủ Granada CF

## Thống kê sự nghiệp
Cập nhật lần cuối: ngày 1 tháng 2 năm 2021.
| Câu lạc bộ          | Mùa giải            | La Liga             | La Liga | La Liga | Copa del Rey | Copa del Rey | Châu Âu | Châu Âu | Tổng số | Tổng số |
| Câu lạc bộ          | Mùa giải            | Hạng đấu            | Ra sân  | Ghi bàn | Ra sân       | Ghi bàn      | Ra sân  | Ghi bàn | Ra sân  | Ghi bàn |
| ------------------- | ------------------- | ------------------- | ------- | ------- | ------------ | ------------ | ------- | ------- | ------- | ------- |
| Racing Santander    | 2008–09             | La Liga             | 6       | 0       | 1            | 0            | 1       | 0       | 8       | 0       |
| Racing Santander    | 2009–10             | La Liga             | 26      | 6       | 5            | 1            | —       | —       | 31      | 7       |
| Racing Santander    | Tổng cộng           | Tổng cộng           | 32      | 6       | 6            | 1            | 1       | 0       | 39      | 7       |
| Real Madrid         | 2010–11             | La Liga             | 10      | 0       | 3            | 0            | 2       | 0       | 15      | 0       |
| Real Madrid         | Tổng cộng           | Tổng cộng           | 10      | 0       | 3            | 0            | 2       | 0       | 15      | 0       |
| Valencia            | 2011–12             | La Liga             | 11      | 1       | 0            | 0            | 4       | 0       | 15      | 1       |
| Valencia            | 2012–13             | La Liga             | 13      | 2       | 1            | 0            | 1       | 0       | 15      | 2       |
| Valencia            | 2013–14             | La Liga             | 19      | 0       | 3            | 0            | 5       | 2       | 27      | 2       |
| Valencia            | Tổng cộng           | Tổng cộng           | 43      | 3       | 4            | 0            | 10      | 2       | 57      | 5       |
| Real Sociedad       | 2013–14             | La Liga             | 16      | 2       | 2            | 0            | —       | —       | 18      | 2       |
| Real Sociedad       | 2014–15             | La Liga             | 36      | 4       | 3            | 0            | 4       | 1       | 43      | 5       |
| Real Sociedad       | 2015–16             | La Liga             | 16      | 0       | 2            | 1            | 0       | 0       | 18      | 1       |
| Real Sociedad       | 2016–17             | La Liga             | 31      | 0       | 6            | 0            | 0       | 0       | 37      | 0       |
| Real Sociedad       | 2017–18             | La Liga             | 36      | 4       | 2            | 1            | 7       | 0       | 45      | 5       |
| Real Sociedad       | Tổng cộng           | Tổng cộng           | 135     | 10      | 15           | 2            | 11      | 1       | 161     | 13      |
| Real Betis          | 2018–19             | La Liga             | 32      | 7       | 8            | 1            | 6       | 1       | 46      | 9       |
| Real Betis          | 2019–20             | La Liga             | 36      | 6       | 1            | 0            | —       | —       | 37      | 6       |
| Real Betis          | 2020–21             | La Liga             | 15      | 7       | 2            | 2            | —       | —       | 17      | 9       |
| Real Betis          | Tổng cộng           | Tổng cộng           | 83      | 20      | 11           | 3            | 6       | 1       | 100     | 24      |
| Tổng cộng sự nghiệp | Tổng cộng sự nghiệp | Tổng cộng sự nghiệp | 303     | 39      | 39           | 6            | 31      | 4       | 373     | 49      |

### Quốc tế
Tính đến ngày 18 tháng 6 năm 2022
| Đội tuyển quốc gia | Năm       | Trận | Bàn |
| ------------------ | --------- | ---- | --- |
| Tây Ban Nha        | 2019      | 2    | 0   |
| Tây Ban Nha        | 2020      | 6    | 1   |
| Tây Ban Nha        | 2021      | 2    | 0   |
| Tây Ban Nha        | 2023      | 1    | 0   |
| Tây Ban Nha        | Tổng cộng | 11   | 1   |

Tính đến ngày 11 tháng 11 năm 2020
| # | Ngày                 | Địa điểm                              | Số trận | Đối thủ | Bàn thắng | Kết quả | Giải đấu |
| - | -------------------- | ------------------------------------- | ------- | ------- | --------- | ------- | -------- |
| 1 | 11 tháng 11 năm 2020 | Johan Cruyff Arena, Amsterdam, Hà Lan | 6       | Hà Lan  | 1–0       | 1–1     | Giao hữu |

## Danh hiệu
Real Madrid
- Copa del Rey: 2010–11

Tây Ban Nha
- UEFA Nations League: 2022–23